# 佐藤聖羅
佐藤 聖羅（さとう せいら、1992年〈平成4年〉4月30日 - ）は、日本の女優、グラビアアイドル。SKE48の元メンバーである。

## 来歴
1992年4月30日、三重県に生まれる。
2002年、第1回イエローキャブ・ナゴヤ公開オーディションで準グランプリに選ばれる。
2008年に結成されたSKE48では、第1期生として活動した。
2014年に、同グループを卒業したのち、女優やグラビアアイドルとして活動する。
2014年、初のグラビア・イメージDVD『インデペンデンス☆デイ 〜新たな一歩〜』がイーネット・フロンティアよりリリースされる。同作は『ランク王国』のアイドルDVDランキングで1位を記録した。
2015年、ミスアクション2015でグランプリに選ばれる。同年、初のソロ写真集『D.4862』が小学館より刊行される。
2016年、山口ヒロキ監督の『血まみれスケバン・チェーンソー』で映画初出演を果たす。同年の舞台『ミエタミエナイセカイ』では、畠中清羅と共に主演を務める。
2022年12月22日、会社経営の一般男性と同年2月22日に結婚し、第1子妊娠中であることを発表した。
2023年4月30日、第1子女児の出産を報告。

## 人物
胸は小学2年生の頃にCカップあった。
カジノディーラー講師の資格を持っている。
2018年のインタビューでは、婚期について悩んでいたこともあったが女として熟したいという目標ができたと述べている。

## 作品

### DVD
- インデペンデンス☆デイ 〜新たな一歩〜（2014年7月4日、イーネット・フロンティア）
- インフィニティ（2014年9月25日、イーネット・フロンティア）
- Impress（2014年12月19日、竹書房）
- みすど mis*dol Inspire（2015年3月20日、@misty）
- Innocent body 〜ミスアクション2015〜（2015年6月26日、シャイニングスター）
- Intimate affairs（2016年12月21日、イーネット・フロンティア ）
- Impossible（2017年4月30日、イーネット・フロンティア）
- 聖なるふくらみ（2018年4月20日、竹書房）
- ミリタリーラブ（2018年11月20日、ラインコミュニケーションズ）
- 綺羅-KIRA-（2019年5月31日、エスデジタル）

### 写真集
- D.4862（2015年11月24日、小学館、撮影：西田幸樹、監修：エイジアプロモーション）ISBN 978-4096822128

#### デジタル写真集
- magnetic G 佐藤聖羅『Like』（2017年9月30日、magnetic G、撮影：HIROKAZU）

## SKE48在籍時の参加曲

### シングルCD選抜曲
SKE48名義
- 「青空片想い」に収録
  - バンジー宣言 – 「チームB.L.T.」名義
- 「ごめんね、SUMMER」に収録
  - ピノキオ軍 - 「シアターガールズ」名義
- 「1!2!3!4! ヨロシク!」に収録
  - 青春は恥ずかしい - 「紅組」名義
  - そばにいさせて
- 「バンザイVenus」に収録
  - 愛の数 - 「チームKII」名義
  - 誰かのせいにはしない - 「紅組」名義
- 「パレオはエメラルド」に収録
  - パパは嫌い - 「紅組」名義
  - 積み木の時間
- 「オキドキ」に収録
  - 初恋の踏切
  - 微笑みのポジティブシンキング - 「紅組」名義
- 「片想いFinally」に収録
  - 今日までのこと、これからのこと
  - 声がかすれるくらい - 「紅組」名義
- 「アイシテラブル!」に収録
  - なんて銀河は明るいのだろう - 「紅組」名義
- 「キスだって左利き」に収録
  - 神々の領域
  - 鳥は青い空の涯を知らない - 「紅組」名義
- 「チョコの奴隷」に収録
  - 追いかけShadow - 「紅組」名義
- 「美しい稲妻」に収録
  - JYURI-JYURI BABY - 「Team S」名義
  - スルー・ザ・ナイト - 「セレクション8」名義
- 「賛成カワイイ!」に収録
  - 石榴の実には憂鬱が何粒詰まっている? - 「紅組」名義

AKB48名義
- 「大声ダイヤモンド」に収録
  - 大声ダイヤモンド（SKE48 ver.）
- 「ギンガムチェック」に収録
  - あの日の風鈴 - 「ウェイティングガールズ」名義

### アルバムCD選抜曲
SKE48名義
- 「この日のチャイムを忘れない」に収録
  - 叱ってよ、ダーリン! - 「チームKII」名義
  - ヘビーローテーション - 「チームKII」名義

AKB48名義
- 「ここにいたこと」に収録
  - ここにいたこと - 「AKB48+SKE48+SDN48+NMB48」名義
- 「1830m」に収録
  - 青空よ 寂しくないか? - 「AKB48+SKE48+NMB48+HKT48」名義

### 劇場公演ユニット曲
チームS 1st Stage「PARTYが始まるよ」公演
- スカート、ひらり
- 星の温度
高田志織のユニットアンダー

 チームKII 1st Stage「会いたかった」公演
- 恋のPLAN

 チームKII 2nd Stage「手をつなぎながら」公演
- 雨のピアニスト

チームKII 3rd Stage「ラムネの飲み方」公演
- Nice to meet you!
- クロス
高柳明音のユニットアンダー

チームS 4th Stage「RESET」公演
- 明日のためにキスを

## 出演

### 映画
- 血まみれスケバンチェーンソー（2016年3月5日、バップ） - 爆谷さゆり 役[25]
- ミュージアム（2016年）

### 舞台
- シズ☆ゲキ「進め!春川女子高校」（2015年）
- ミエタミエナイセカイ（2016年）

### テレビ
- ほぼほぼ（テレビ東京）
- 鎧美女（フジテレビ）
- 伝染る物語 〜KADOKAWA 怪談実話〜（ひかりTV）[26]
- 田村淳の地上波ではダメ!絶対!（2016年7月21日 - 、BSスカパー） - 性風俗店レポートコーナー『アトゥシナイト』アシスタント。

### インターネットテレビ
- 松原夏海の「723(なっつみ〜)チャレンジ!」（2014年11月 - 2015年3月、チャンネル北参道）
- グラドルVSセクシー女優！水泳大会2018春（2018年3月23日、AbemaTV AbemaGOLD）[27]

### CM
- アプリゲーム『ファイトリーグ』（2017年6月、ミクシィ・XFLAG スタジオ）[28][29]– タッグプレイ・佐藤聖羅＆佐藤かよ編